# 大定 (北周)
大定（だいてい）は、南北朝時代の北周において、静帝の治世に使用された元号。581年正月-2月。

## 西暦・干支との対照表
| 大定 | 元年  |
| 西暦 | 581年 |
| 干支 | 辛丑  |